# Papouasie du Sud-Ouest
Pour les articles homonymes, voir Papouasie.
La Papouasie du Sud-Ouest (en indonésien : Papua Barat Daya) est une province d'Indonésie à statut spécial située sur l'île de Nouvelle-Guinée. Elle s'étend sur 39 167 km2 et sa capitale est Sorong.

## Géographie
Malgré son nom, la province est établie à l'extrémité nord-ouest de la Papouasie indonésienne, limitrophe des provinces de Papouasie occidentale et des Moluques du Nord. L'archipel des Raja Ampat, qui selon certains opérateurs touristiques renfermerait la plus riche biodiversité marine au monde, en dépend administrativement.

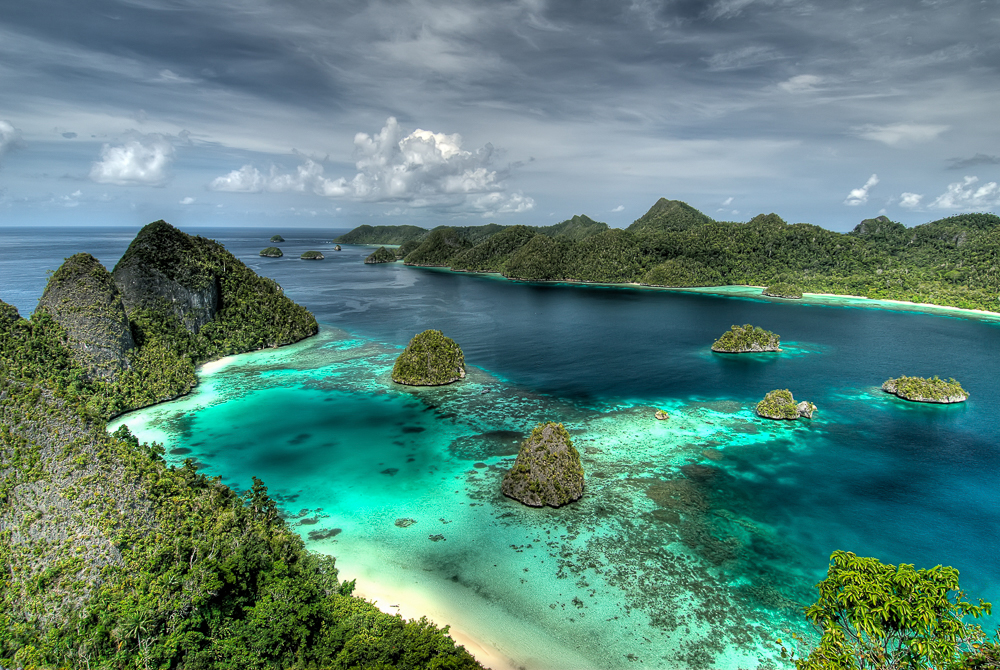
Îles Wayag à Raja Ampat.

## Histoire
Le 17 novembre 2022, le Conseil représentatif du peuple adopte une loi créant la nouvelle province en la détachant de celle de Papouasie occidentale afin que le découpage intervienne avant les élections générales organisées en février 2024. La nouvelle province est officiellement instituée le 9 décembre de la même année.

## Administration
La province est divisée en cinq kabupaten de Maybrat, Raja Ampat, Sorong, Sorong du Sud et Tambrauw et comprend également la kota de Sorong.